# Elaphoglossum cardioglossum
Elaphoglossum cardioglossum är en träjonväxtart som beskrevs av John T. Mickel. Elaphoglossum cardioglossum ingår i släktet Elaphoglossum och familjen Dryopteridaceae. Inga underarter finns listade.